# Владимир Јаковљевић
Др Владимир Јаковљевић (Ариље, 1962.) редовни је професор на Факултету безбедност у Београду. Основну и средњу школу је завршио у Ариљу, а Факултет одбране и заштите у Београду 1987. На Факултету безбедности 1993. је одбранио магистарски рад а 1997. и докторску дисертацију. Од 1987. до 1989. године радио је у Општинском штабу ТО Ариље, а од 1989. године ради на Факултету одбране и заштите (сада Факултет безбедности). 2000. постаје ванредни професор за предмете: Систем цивилне одбране и Цивилна заштита. У звање редовног професора изабран је 2006. Објавио је више десетина научних и стручних радова у домаћој и страној периодици из области цивилне заштите, цивилне одбране, заштите животне средине, заштите од пожара и експлозија и управљања ванредним ситуацијама.

## Самостална и коауторска дела
- Карабасил, Д., Јаковљевић, В., Еколошке интервенције,  Висока техничка школа струковних студија, Нови Сад, 2008.
- Јаковљевић, В., Цивилна заштита у Републици Србији, Факултет безбедности, Београд, 2011.
- Јаковљевић,В., Цветковић,М,В., Гачић,Ј., Природне катастрофе и образовање, Факултет безбедности, Београд, 2015.
- Јаковљевић, В., Значај борбе против ванредних ситуација“, Зборник радова, ВИЗ, Београд, 2009.
- Гачић, Ј. Мандић, Г., Јаковљевић, В.,“A Possible Model of the Responses in the Republic of Serbia in the Protection of Critical infrastructure“, in: Counter-Terrorism Challenges Regarding the Processes of Critical Infrastructure Protection,(Eds.): Dr Denis Čaleta, ICS and Paul Shemella, Center for Civil-Military Relations, Institute for Corporative Security Studies, Ljubljana, Slovenia and Center for Civil-Military Relations, Monterey, USA, September,2011.
- Станаревић, С., Гачић, Ј., Јаковљевић, В., „Integrating the concept of safety and security culture in the corporate security“, in: Corporate security in dynamic global environment-challenges and risks, (Eds): Dr Denis Čaleta-ICS , Institute for Corporative Security Studies, Ljubljana, March, 2012.
- Гачић, Ј., Станаревић, С., Јаковљевић, В., „Eliminating the Consequences of a Terrorist Attack in the Republic of Serbia, in: Managing the Consequences of Terrorist Acts, in:Efficiency and Coordination Challenges, (Eds): Dr Denis Čaleta-ICS and Paul Shemella, Center for Civil-Military Relations, Institute for Corporative Security Studies, Ljubljana, Slovenia and Center for Civil-Military Relations, Monterey, USA, November, 2012
- Јаковљевић, В., Гачић, Ј., “ Заштита критичне инфраструктуре у кризним ситуацијама„, International Scientific Conference, Management, 2012,, Факултет за пословно индустријски менаџмент, ИЦИМ плус, Младеновац, 2012.
- Јаковљевић, В., Ристић, С., „Развој демократске цивилне контроле војске у периоду транзиције неких земаља у окружењу“ Војно дело, ЛXИИ, Београд, 2010, стр. 168-176.
- Јаковљевић, В ., Ресурси критичне инфраструктуре и њихов значај за управљање ванредним ситуацијама, Годишњак Факултета безбедности, Београд, 2010, стр. 63-81.
- Раковић, Ј., Јаковљевић,В:,Просторно и урбанистичко планираwе у функцији заштите од пожара у урбаним срединама, Годишњак Факултета безбедности, Београд, 2011. стр. 227-240.
- Јаковљевић, В., Јуришић,Д., „Употреба компјутерских симулација за потребе система заштите и спасаваwа у Босни и Херцеговини , Војно Дело, бр. 2 (2013), Београд, стр. 111-132.
- Јаковљевић, В., (2013), Спремност система заштите и спасавања у одговору на ризике ванредних ситуација, Годишњак Факултета бзебедности, Београд, стр. 49-65.
- Гачић,Ј. Јаковљевић, В., (2014) Одговор Уједињених нација на изазове ванредних ситуација, Годишњак Факултета безбедности, Београд, стр. 87-114.
- Гачић, Ј., Јаковљевић, В., Специфичности савременог интегрисаног система управљања у ванредним ситуацијама, Безбедност, Часопис МУП-а, Београд, ЛВИ, 3/2014, стр. 64-76.